# Denis Peyrony
Denis Peyrony (Cussac en Dordoña, 21 de abril de 1869 - Sarlat, 25 de noviembre de 1954) fue un prehistoriador francés.

## Biografía
Hijo de agricultores, Denis Peyrony se convirtió en profesor y fue nombrado para Eyzies-de-Tayac en 1891, en una región extremadamente rica en lugares prehistóricos. A partir de 1894, sigue los cursos de Émile Cartailhac y participa en prospecciones con Louis Capitan. Con Henri Breuil, descubre en 1901 las cuevas decoradas de Combarelles y de Font-de-Gaume.
Denis Peyrony emprendió a continuación excavaciones arqueológicas en el yacimiento de La Ferrassie (1905 - 1920) donde encuentra varias sepulturas de neandertales. Exploró metódicamente numerosos yacimientos de referencia de la región, la mayoría de los cuales son yacimientos epónimos de culturas prehistóricas: Le Moustier, La Micoque, La Madeleine, Laugerie-Haute (1921 - 1932), etc. Sus trabajos y sus finas observaciones estratigráficas permitieron establecer o confirmar la cronología de la mayoría de industrias del Paleolítico medio y superior.
En 1933, creó el término Périgordien para designar las industrias de toque abrupto del Paleolítico superior que se habrían desarrollado en paralelo al Auriñaciense. Esta teoría se abandonó, pero aún se habla en ocasiones de un Perigordiense antiguo para designar al Châtelperroniense y de Perigordiense reciente para el Gravetiense.
Denis Peyrony fue también el primer ,hitnservador del Museo nacional de Prehistoria de Eyzies, que fundó en 1918. Dejó más de un centenar de publicaciones relativas a la Prehistoria de su región.